# Освел (Тексас)
Освел (енгл. Austwell) град је у америчкој савезној држави Тексас. По попису становништва из 2010. у њему је живело 147 становника.

## Демографија
Према попису становништва из 2010. у граду је живело 147 становника, што је 45 (23,4%) становника мање него 2000. године.
| Група             | 2000.       | 2010.      |
| Белци             | 79 (41,1%)  | 80 (54,4%) |
| Афроамериканци    | 3 (1,6%)    | 0 (0,0%)   |
| Азијати           | 0 (0,0%)    | 0 (0,0%)   |
| Хиспаноамериканци | 110 (57,3%) | 66 (44,9%) |
| Укупно            | 192         | 147        |